# Kedarnath (montaña)
Kedarnath (o Kedarnath Principal ) y el domo de Kedarnath  (o domo de Kedar ) 

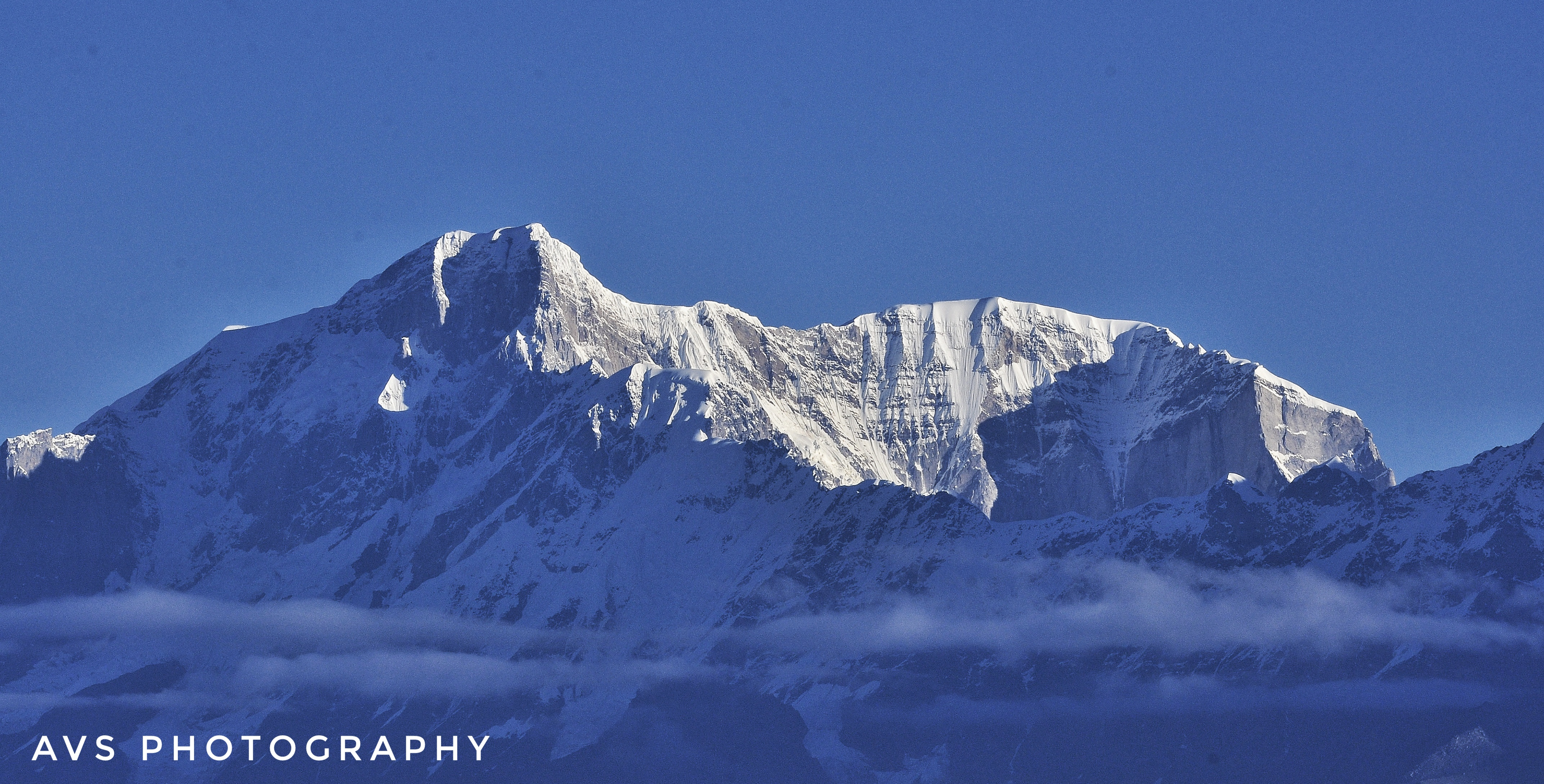
Pico Kedarnath y domo de Kedarnath

son dos montañas en el grupo de picos Gangotri en el Himalaya al oeste de Garhwal en el estado de Uttarakhand, India. El Kedarnath (Principal) se encuentra en la cresta principal que está al sur del glaciar Gangotri, y el pico domo de Kedarnath, un subpico del pico principal, se encuentra en un espolón que se proyecta hacia el glaciar, a dos kilómetros al noroeste del Kedarnath. Están a una distancia de 15 km al sur del sitio sagrado hindú de Gaumukh (la fuente del río Ganges ). El Kedarnath es el pico más alto en el lado sur del glaciar Gangotri, y el domo de Kedarnath  es el tercero más alto. Ambos picos tienen rutas relativamente fáciles en sus lados noroeste, pero la cara este del domo de Kedarnath es una escalada de roca muy difícil. 

## Ascenso
Kedarnath y domo de Kedarnath  se escalaron por primera vez juntos, en 1947, por un equipo suizo dirigido por André Roch. La ruta en el domo de Kedarnath por el flanco noroeste sigue siendo la ruta estándar; es sencilla y de ángulo relativamente bajo, y es un ascenso de esquí popular en la temporada de primavera. La cara este del domo de Kedarnath fue escalada por primera vez en 1989 por una expedición húngara dirigida por Attila Ozsváth.  

## Galería de fotos

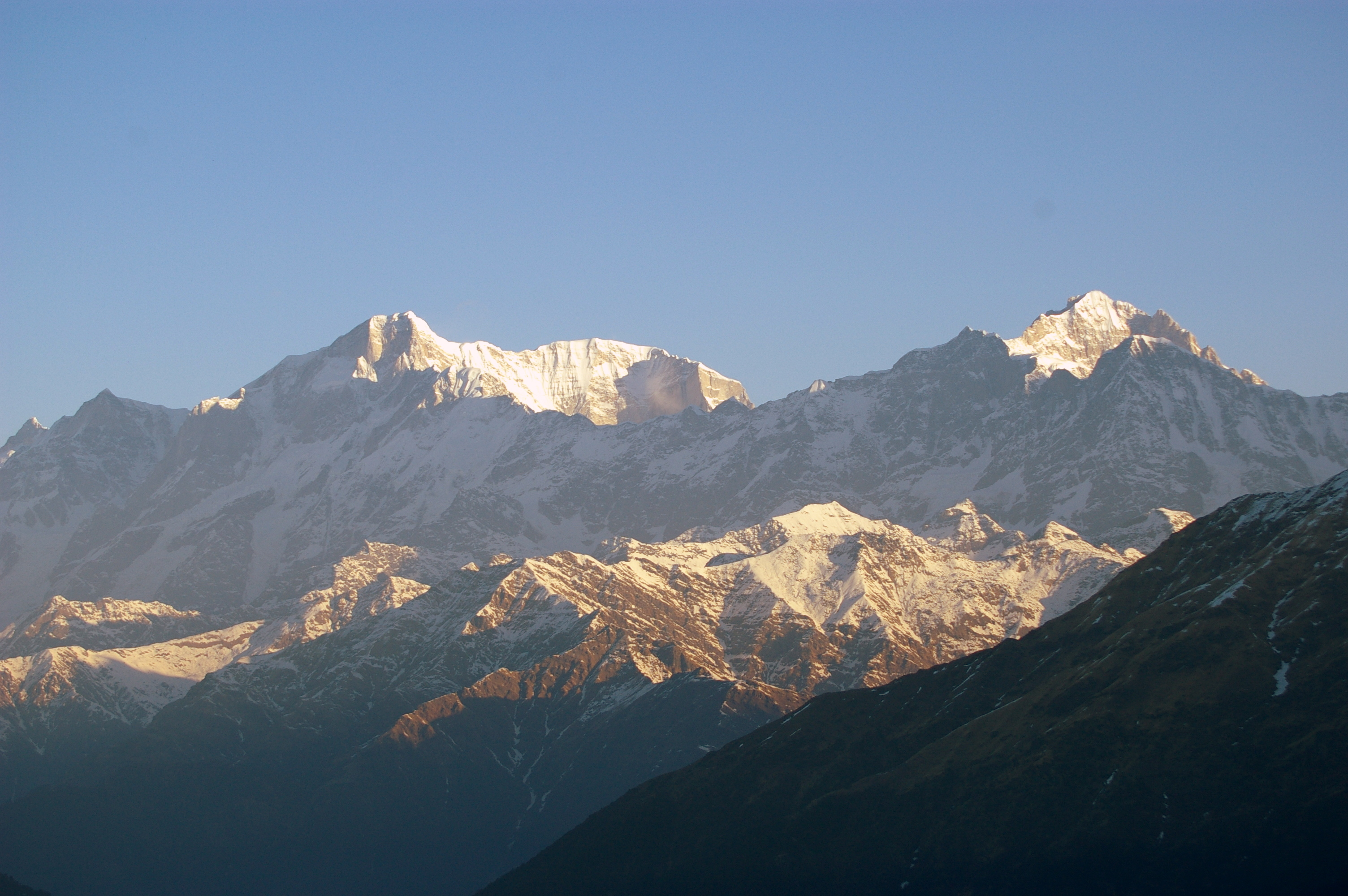
Picos Kedar y domo de Kedar desde Tungnath
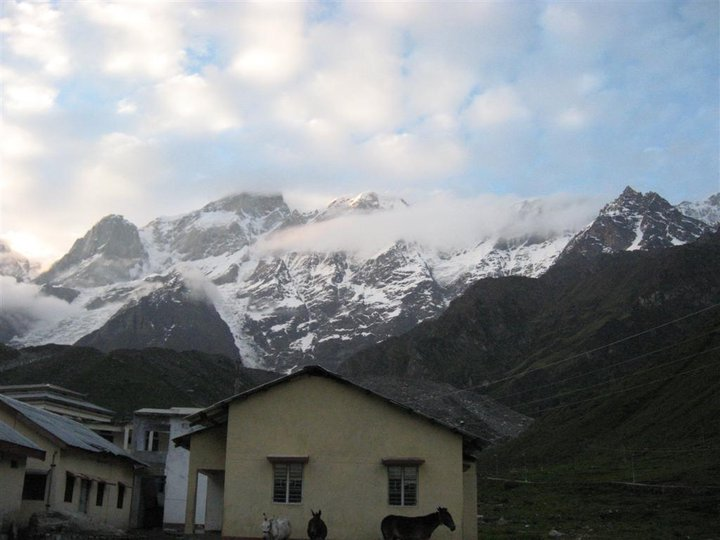
Vista desde el Kedarnath
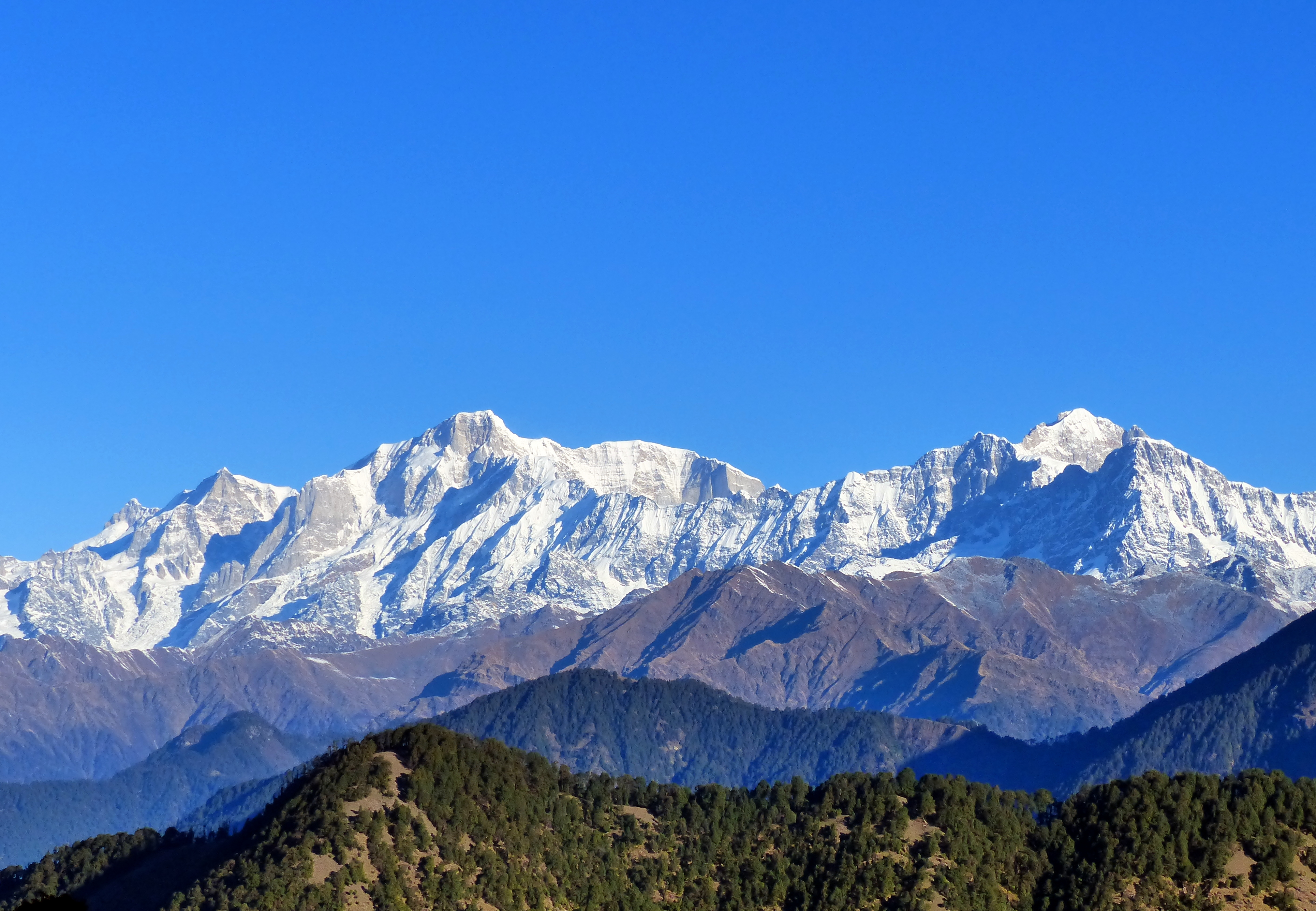
Kedar y domo de Kedar en noviembre